# 台日經貿會議
台日經貿會議為中華民國和日本斷交後為維繫經貿往來的非官方級年度大型會議，1975年起舉辦，雖定位為民間協商在國際上被視為經貿相關官方等級的會議。
1972年7月，田中角榮繼任日本首相，周恩來乃利用時機主動發表雙方儘速“建交”之聲明。9月25日，田中角荣訪問中華人民共和國。9月27日，田中角榮會見了中共中央主席毛澤東。9月29日，中华人民共和国和日本政府发表《中日联合声明》，宣佈建立正式外交關係。中华人民共和国和日本国彼此從事“外交”之承認。中華民國政府同時宣佈與日本斷交，中止正式外交關係。
1972年底日本交流協會成立，籌備台日經貿會議每年11月底由亞東關係協會或日本交流協會輪流在臺北及東京召開。通常日方會有總務省、外務省、財務省、經產省、厚生勞動省、農水省、國說廳、文化廳等單位代表參加，台方則有經濟部轄下各機構、行政院、立法院、國家通訊傳播委員會等派代表。會場上分為「一般政策組」、「農漁業、醫藥、技術交流組」、「智慧財產權組」等3組展開討論，通常關稅、所得稅、智慧產權是最後階段的重大議題。